# Ineleggibilità parlamentare
(Costituzione della Repubblica Italiana, articolo 65)
L'ineleggibilità parlamentare è una situazione giuridica che influisce sulla capacità di ogni cittadino italiano di essere eletto al Senato della Repubblica o alla Camera dei deputati. Secondo una tradizionale definizione dottrinale, consiste in un impedimento giuridico a costituire un valido rapporto elettorale per chi si trova in una delle cause ostative previste dalla legge.

## Ratio
I principi espressi dalla costituzione trovarono fondamento legislativo con il Decreto del presidente della Repubblica 30 marzo 1957, n. 361, in materia di "Approvazione del testo unico delle leggi recanti norme per la elezione della Camera del deputati." la cui ratio fu la garanzia della libertà di voto e della parità formale di opportunità dell'elettorato passivo allo scopo di eliminare meccanismi distorsivi della competizione elettorale tra i candidati.
Il titolare di una carica pubblica o di un mandato elettorale locale potrebbe, infatti, utilizzare la propria posizione di supremazia o i poteri del proprio ufficio per esercitare un'indebita interferenza sulla competizione ai fini della raccolta del consenso elettorale nell'ambito della comunità locale.

## Riserva di legge
Per espressa previsione della Costituzione della Repubblica Italiana, articolo 65 è istituita una riserva di legge. La materia deve pertanto essere necessariamente disciplinata da una legge ordinaria.
L'Assemblea Costituente, per ragioni di garanzia, volle infatti riservare al Parlamento, organo più rappresentativo del potere sovrano, la possibilità di limitare l'elettorato passivo attraverso l'istituzione delle cause di ineleggibilità.
Tali cause costituiscono delle eccezioni al generale e fondamentale principio, enunciato in dall'articolo 51 della costituzione che sancisce il libero accesso, in condizione di eguaglianza, di tutti i cittadini alle cariche elettive.
Ciò ha indotto la Corte costituzionale a precisare che il legislatore deve adottare una tecnica normativa molto accurata poiché è necessario che le cause di ineleggibilità siano tipizzate dalla legge con determinatezza e precisione sufficiente ad evitare, quanto più possibile, situazioni di incertezza che portino a soluzioni giurisprudenziali contraddittorie in grado di incrinare gravemente, in fatto, la proclamata pari capacità elettorale passiva dei cittadini.
Riguardo ai criteri interpretativi, invece, la Corte costituzionale ha affermato che le cause di ineleggibilità sono di stretta interpretazione e devono essere contenute entro i limiti rigorosamente necessari al soddisfacimento delle esigenze di pubblico interesse, ricollegantisi alla funzione elettorale, cui sono di volta in volta preordinate.

## Cause di ineleggibilità
Sono ineleggibili alla Camera dei deputati e al Senato:
- presidenti delle giunte provinciali;
- sindaci di comuni con più di 20.000 abitanti;
- capo e vicecapo di polizia e ispettori generali di pubblica sicurezza;
- capi di gabinetto dei ministeri;
- prefetti, viceprefetti e funzionari di pubblica sicurezza;
- ufficiali generali, ammiragli, ufficiali superiori delle forze armate dello Stato nella circoscrizione del loro comando territoriale;
- magistrati, esclusi quelli in servizio presso le giurisdizioni superiori, nelle circoscrizioni di loro assegnazione o giurisdizione nei sei mesi antecedenti l'accettazione della candidatura;
- diplomatici, consoli, viceconsoli non onorari e ufficiali addetti alle ambasciate, legazioni e consolati esteri sia all'estero che in Italia o coloro con impiego da governi esteri;
- giudici della Corte costituzionale;
- coloro che in proprio o in qualità di rappresentanti legali di società o di imprese private risultino vincolati con lo Stato per contratti di opere o di somministrazioni, oppure per concessioni o autorizzazioni amministrative di notevole entità economica, che importino l'obbligo di adempimenti specifici, l'osservanza di norme generali o particolari protettive del pubblico interesse, alle quali la concessione o la autorizzazione è sottoposta;
- rappresentanti, amministratori e dirigenti di società e imprese volte al profitto di privati e sussidiate dallo Stato con sovvenzioni continuative o con garanzia di assegnazioni o di interessi, quando questi sussidi non siano concessi in forza di una legge generale dello Stato;
- consulenti legali e amministrativi che prestino in modo permanente l'opera loro alle persone, società e imprese di cui ai due punti precedenti, vincolate allo Stato nei modi di cui sopra.

Dalla ineleggibilità sono esclusi i dirigenti di cooperative e di consorzi di cooperative, iscritte regolarmente nei registri di prefettura.

## Effetti
La presenza di una causa di ineleggibilità, essendo una causa ostativa alla presentazione della candidatura, se accertata, ha l'effetto di invalidare l'elezione, ma non di impedire la candidatura: tale è invece l'effetto che deriva dalle cause di incandidabilità.
Nel caso invece la causa di ineleggibilità sia sopravvenuta nel corso del mandato, pur in assenza di una esplicita norma ad hoc, le Giunte per le elezioni di Camera e Senato hanno costantemente applicato - con prassi risalente alla I legislatura repubblicana e fino al 2002 - il cosiddetto principio di conversione delle cause di ineleggibilità sopravvenute in cause di incompatibilità, con la conseguenza che il parlamentare - per il quale fosse maturata in pendenza di mandato una causa di ineleggibilità - venendosi a trovare nella condizione di titolare di due cariche incompatibili, aveva l'obbligo di optare per una di esse, rinunciando all'altra.
Con deliberazione del 2 ottobre 2002 la Giunta per le elezioni della Camera dei deputati, con il voto della sola maggioranza di centrodestra, ha smentito la prassi pluridecennale in tema di conversione dell'ineleggibilità sopravvenuta in causa di incompatibilità, dichiarando compatibile con il mandato parlamentare l'elezione di tre deputati alla carica di sindaco di comune sopra i 20.000 abitanti. Tale orientamento, riconfermato nelle legislature successive, ha causato una proliferazione del cosiddetto cumulo dei mandati, con decine di sindaci di comuni sopra i 20.000 abitanti o presidenti di provincia che hanno potuto liberamente conservare la carica di deputato o senatore.
Un fenomeno censurato dalla Corte costituzionale che, con sentenza n. 277 del 2011, ha dichiarato incostituzionale la mancata previsione dell'incompatibilità tra la carica di parlamentare e quella di sindaco di Comune con popolazione superiore ai 20.000 abitanti, affermando il principio di carattere generale per il quale "la previsione della non compatibilità di un munus pubblico rispetto ad un altro preesistente, cui non si accompagni, nell'uno e nell'altro, una disciplina reciprocamente speculare, si pone in violazione della naturale corrispondenza biunivoca della cause di ineleggibilità, che vengono ad incidere necessariamente su entrambe le cariche coinvolte dalla relativa previsione, anche a prescindere dal dato temporale dello svolgimento dell'elezione".